# Manuel Gato
Manuel Gato Thomasson (Alicante, 28 de enero de 1984) es un futbolista español que juega de delantero y milita en el Sabadell, actualmente en  la Primera Federación de España.

## Biografía
Nacido en Alicante (España) el 28 de enero de 1984. Mide 1'60m y pesa 60kg.

## Trayectoria deportiva
Se formó en las categorías inferiores del Benidorm, equipo de la ciudad donde residió desde pequeño y al que perteneció hasta la categoría juvenil. En la temporada 2000-01 ficha por el Valencia CF para jugar en su equipo juvenil y tras tres temporadas en el conjunto ché, en la temporada 2003-04 cambia de aires y se incorpora al filial del Albacete Balompié. En su primera temporada en el equipo manchego logra debutar con el primer equipo en Primera División, hecho que se produce un 23 de mayo de 2004 en un Valencia CF 0-1 Albacete Balompié (Aranda, '60). Gato disputa 34 minutos en el partido disputado en el Estadio de Mestalla. Esta es la única aparición que tiene con el primer equipo en su primer año en el club, en la que disparó a puerta, rechazó Cañizares y recogió el rechace Aranda que transformó el único gol del partido que les valió para la victoria.
En su segunda temporada en el Albacete Balompié juega más minutos con el primer equipo en Primera División, actuando 52 minutos repartidos en dos partidos. Esa temporada el Albacete desciende de categoría y Gato continúa en la plantilla. En la temporada 2005-06 se hace con más presencia dentro del equipo, disputando un total de 25 partidos y anotando 4 goles. En su última temporada en el equipo, Gato tiene unos números similares, actuando en 20 encuentros y anotando 1 tanto, a pesar de tener algunos problemas con las lesiones que le impiden difrutar de más ocasiones.
El 30 de junio de 2007 finaliza contrato y el Albacete Balompié le comunica que no cuenta con sus servicios, por lo que Gato cambia de equipo y ficha por el Pontevedra CF por dos temporadas con la intención de volver a jugar en la Segunda División.
Tras su periplo por tierras pontevedresas, empieza la temporada 09/10 en el Alicante CF, para finalizarla en la UB Conquense, ambos equipos de Segunda división B. La temporada siguiente, ficha por el CD Alcoyano, con el que consigue el tan ansiado ascenso a Segunda división y una cifra goleadora (10 tantos) que se dispararía en su primera temporada en Segunda tras cinco años, siendo así el máximo anotador de su equipo y el sexto máximo anotador de la competición con catorce dianas. Sin embargo, esas dianas no evitarían que el CD Alcoyano perdiese la categoría, bajando de nuevo a Segunda división B.
En verano de 2012, firma por dos temporadas con el CE Sabadell. Tras dos temporadas con el equipo arlequinado, siendo uno de los puntales del equipo, renueva con el club en mayo de 2014 por dos temporadas más. En julio de 2015 ficha por el Hércules C.F.
En las filas del Hércules sumó 30 partidos y 6 goles, en Segunda División B.
En julio de 2016, regresa al Alcoyano, club en el que militó entre 2010 y 2012. Firma contrato hasta mediados de 2017.
Para la temporada 2018/2019 volvió al CE Sabadell para intentar volver con este equipo a Segunda. Una categoría de la que descendieron en la temporada 2014/2015.